# Fronteira Arábia Saudita–Emirados Árabes Unidos
A fronteira entre a Arábia Saudita e os Emirados Árabes Unidos é a linha de 458 km de extensão, sentido oeste-leste, próxima ao Trópico de Câncer. Separa o oeste e o sul de Abu Dabi, nos Emirados Árabes Unidos, do território da Arábia Saudita na Província Oriental. Vai do litoral do sudoeste do Golfo Pérsico até a fronteira tríplice das duas nações com Omã, passando por áreas desérticas. Apresenta um trecho de curvas suaves no oeste e dois trechos quase retilíneos no sul.
A fronteira data de 1892 quando a área dos Emirados se torna um protetorado britânico, que conquista a independência em 1971. A independência final da Arábia Saudita, após se separar do Império Otomano em 1918 e conquistar a cidade de Meca, ocorre em 1932.

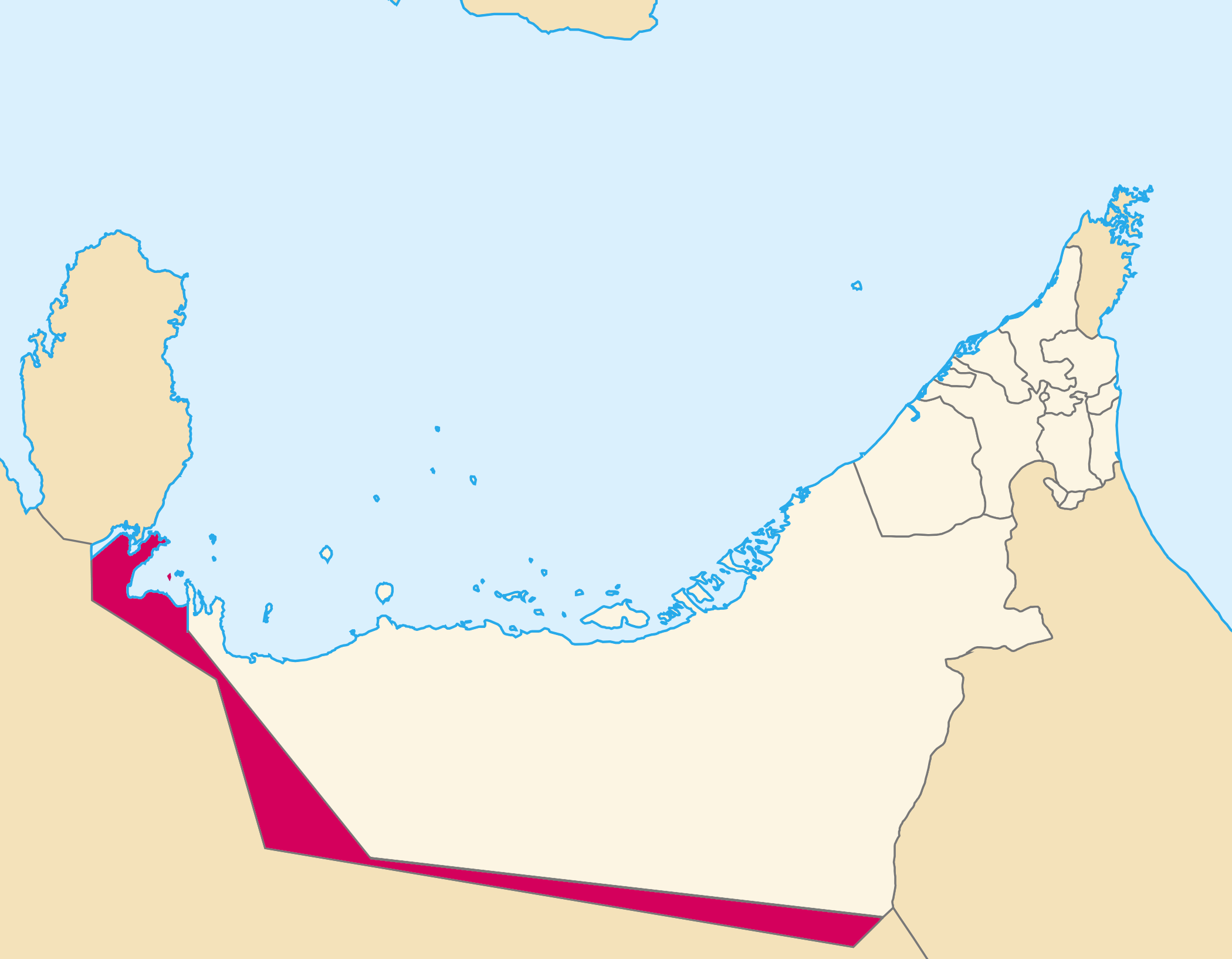
Mapa dos Emirados Árabes Unidos mostrando a diferença aproximada entre a fronteira saudita antes e depois do Tratado de Jeddah de 1974.

Os governos da Arábia Saudita e dos Emirados Árabes Unidos assinaram o Tratado de Jeddah em Jeddah, Arábia Saudita, em 21 de agosto de 1974 entre Faisal bin Abdulaziz Al Saud e Zayed bin Sultan al Nahayan aparentemente encerrando uma longa disputa de fronteira, mas de acordo com os Emirados Árabes Unidos a disputa não foi resolvida devido a discrepâncias entre o acordo oral antes da assinatura do tratado e o texto final do próprio tratado. Segundo os Emirados Árabes Unidos, o governo só notou essa discrepância em 1975, devido à ausência de advogados, técnicos e geógrafos em sua equipe de negociação. Os Emirados Árabes Unidos tentaram trazer a Arábia Saudita de volta à mesa de negociações desde então.
As disposições do tratado de 1974 não foram divulgadas publicamente até 1995, quando foi apresentado às Nações Unidas. No entanto, os Emirados Árabes Unidos nunca ratificaram o acordo.